# Antoine-Labelle
Antoine-Labelle ist eine regionale Grafschaftsgemeinde (französisch municipalités régionales de comté, MRC) in der kanadischen Provinz Québec.
Sie liegt in der Verwaltungsregion Laurentides und besteht aus 28 untergeordneten Verwaltungseinheiten (zwei Städte, 14 Gemeinden, ein Dorf und elf gemeindefreie Gebiete). Die MRC wurde am 1. Januar 1983 gegründet. Der Hauptort ist Mont-Laurier. Die Einwohnerzahl beträgt 35.243 (Stand: 2016) und die Fläche 14.976,99 km², was einer Bevölkerungsdichte von 2,4 Einwohnern je km² entspricht. Benannt ist die MRC nach Antoine Labelle.

## Gliederung
Stadt (ville)
- Mont-Laurier
- Rivière-Rouge

Gemeinde (municipalité)
- Chute-Saint-Philippe
- Ferme-Neuve
- Kiamika
- Lac-des-Écorces
- Saint-Aimé-du-Lac-des-Îles
- Lac-du-Cerf
- Lac-Saint-Paul
- L’Ascension
- La Macaza
- Mont-Saint-Michel
- Nominingue
- Notre-Dame-de-Pontmain
- Notre-Dame-du-Laus
- Sainte-Anne-du-Lac

Dorf (municipalité de village)
- Lac-Saguay

Gemeindefreies Gebiet (territoire non-organisé)
- Baie-des-Chaloupes
- Lac-Akonapwehikan
- Lac-Bazinet
- Lac-De La Bidière
- Lac-de-la-Maison-de-Pierre
- Lac-de-la-Pomme
- Lac-Douaire
- Lac-Ernest
- Lac-Marguerite
- Lac-Oscar
- Lac-Wagwabika

## Angrenzende MRC und vergleichbare Gebiete
- Les Laurentides
- La Vallée-de-la-Gatineau
- La Tuque
- Matawinie
- Papineau